# Łopatki (powiat wąbrzeski)
Łopatki (w okresie międzywojennym: Łopatki Niemieckie) – wieś w Polsce położona w województwie kujawsko-pomorskim, w powiecie wąbrzeskim, w gminie Książki.
W latach 1954–1959 wieś należała i była siedzibą władz gromady Łopatki, po jej zniesieniu w gromadzie Książki. W latach 1975–1998 miejscowość administracyjnie należała do województwa toruńskiego. Według Narodowego Spisu Powszechnego (III 2011 r.) liczyła 474 mieszkańców. Jest trzecią co do wielkości miejscowością gminy Książki.

## Zabytki
Według rejestru zabytków NID na listę zabytków wpisany jest kościół parafialny pw. św. Marii Magdaleny, 2. ćwierć XIV w., lata 1865–1867, nr rej.: A/412 z 29.04.1966.
Kościół został zbudowany około 1330 roku w stylu gotyckim, jest orientowany, murowany z cegły i kamienia, posiada kwadratową wieżę. Wnętrze nakryte neogotyckim stropem, wystrój barokowy.

## Historia
W niedalekiej piaskowni jesienią 1939 roku hitlerowskie formacje SS i Gestapo rozstrzelały od 2000 do 2400 osób z powiatu wąbrzeskiego. Na miejscu straceń znajduje się symboliczna mogiła, a na niedalekim wzgórzu pomnik.